# Біледжик
Білдежик (тур. Bilecik; до 1298 року Белокома) — місто у Туреччині (Мармуровоморський регіон). Населення 35 000 осіб (2009 рік, оцінка).

## Географія
Клімат — середземноморський з переходом до помірно-континентального (взимку часті снігопади).

## Історія
Спочатку візантійське, а після 1298 османське місто на заході півострова Мала Азія (регіон Віфінія). Розташоване у долині притоки річки Сакарья, за 22 км на північний захід від міста Сегют, де у 1243 році зародився Османський бейлик, що пізніше трансформувалися в Османську імперію. Падіння Белокоми, яку турки перейменували у Біледжик, відкрило останнім шлях до Пруссії і Нікеї.

## Пам'ятки
У місті були поховані шейх Едебалі і сам Орхан-газі, син Османа I. Для них створені мавзолеї.